# Кун-Рапідс (Міннесота)
Кун-Рапідс (англ. Coon Rapids) — місто (англ. city) в США, в окрузі Анока штату Міннесота. Населення — 63 599 осіб (2020).

## Географія
Кун-Рапідс розташований за координатами 45°10′35″ пн. ш. 93°18′41″ зх. д. / 45.17639° пн. ш. 93.31139° зх. д. (45.176411, -93.311454). За даними Бюро перепису населення США в 2010 році місто мало площу 60,45 км², з яких 58,56 км² — суходіл та 1,89 км² — водойми.

## Демографія
Згідно з переписом 2010 року, у місті мешкало 61 476 осіб у 23 532 домогосподарствах у складі 16 323 родин. Густота населення становила 1017 осіб/км². Було 24462 помешкання (405/км²).
Расовий склад населення:
| - 86,0 % — білих - 5,5 % — чорних або афроамериканців - 3,5 % — азіатів - 0,7 % — корінних американців - 1,2 % — осіб інших рас |

До двох чи більше рас належало 3,1 %. Частка іспаномовних становила 3,2 % усіх жителів.
За віковим діапазоном населення розподілялося таким чином: 24,5 % — особи до 18 років, 64,2 % — особи у віці 18—64 років, 11,3 % — особи у віці 65 років та старші. Медіана віку мешканця становила 36,9 року. На 100 осіб жіночої статі у місті припадало 93,7 чоловіка; на 100 жінок у віці від 18 років та старших — 90,9 чоловіка також старших 18 років.
Середній дохід на одне домашнє господарство становив 76 229 доларів США (медіана — 64 203), а середній дохід на одну сім'ю — 87 077 доларів (медіана — 74 480). Медіана доходів становила 51 854 долари для чоловіків та 41 625 доларів для жінок. За межею бідності перебувало 9,0 % осіб, у тому числі 13,9 % дітей у віці до 18 років та 5,2 % осіб у віці 65 років та старших.
Цивільне працевлаштоване населення становило 33 396 осіб. Основні галузі зайнятості: освіта, охорона здоров'я та соціальна допомога — 22,5 %, виробництво — 17,3 %, роздрібна торгівля — 11,0 %, науковці, спеціалісти, менеджери — 9,2 %.

## Відомі мешканці
- Джош Ленгфельд (* 1977) — американський хокеїст.
- Брендон Полсон (1973) — борець греко-римського та вільного стилів, срібний призер чемпіонату світу, бронзовий призер Панамериканського чемпіонату, срібний призер Панамериканських ігор, срібний призер Олімпійських ігор.